# Хермон (гірськолижний курорт)
33°18′29″ пн. ш. 35°46′21″ сх. д. / 33.30805556° пн. ш. 35.7725° сх. д.
Гірськолижний курорт Хермон (івр. אתר החרמון‎) — єдиний гірськолижний курорт в Ізраїлі в місті Неве-Атів, що працює протягом усього року. 

## Історія
Гірськолижний курорт Хермон, було засновано в 1971 р, коли тут був побудований перший фунікулер. У цій ініціативі брало участь і Єврейське Агентство, і поселенських рух, і селище Неві Атів. Спочатку гірськолижників в Ізраїлі було небагато. Одного фунікулера вистачало і для всіх - і для гірськолижників і для звичайних відвідувачів.
У наші дні, коли популярність гірськолижного спорту в Ізраїлі зростає. Управління курорту і селища Неві Атів вкладають великі кошти в розвиток і поліпшення умов для занять гірськими лижами і сноубордом, і для звичайних відвідувачів з кожним роком пропонуються все нові розваги.